# Pseudacris sierra
Pseudacris sierra är en groddjursart som först beskrevs av Jameson, Mackey och Richmond 1966.  Pseudacris sierra ingår i släktet Pseudacris och familjen lövgrodor. Inga underarter finns listade i Catalogue of Life.